# Станіслав Скальський
Станіслав Скальський (пол. Stanisław Skalski; 27 листопада 1915, Лабушне — 12 листопада 2004, Варшава) — польський військовий льотчик, найкращий ас польської винищувальної авіації часів Другої світової війни, бригадний генерал, після 1989 року — політик.

## Біографія
Народився 27 листопада 1915 року в селі Лабушне  Писарівської волості Балтського повіту Подільської губернії (нині село, Подільського району Одеської областї) в родині агронома. Де ще залишись залишки будинка, в якому вони мешкали. Він був єдиною дитиною у сім'ї Шимона Скальського (пол. Szymon Skalski) і Юзефи Скальської (пол. Józefa Skalska), уродженої Бернат (пол. Biernat). В Лабушні батько майбутнього аса авіації управляв експериментальною агрономічною станцією в маєтку князя Трубецького. За мірками того часу сім'ю можна було віднести до середнього класу. Після проголошення Радянської Влади в лютому 1918 року сім'я покидає свій маєток у Лабушні і переїжджає під Харків, який на початку квітня був зайнятий німецькими і українськими (Запорізький полк Петра Болбочана) військами, тим самим звільнений від більшовиків. Цього ж року Станіслав разом з матір'ю переїжджає до Збаража, західноукраїнського міста, що потрапляє під фактичну владу проголошеної 1918 року Другої Річі Посполитої, яке вже 1921 року за результатом Ризького мирного договору разом з іншими західноукраїнськими землями офіційно стає частиною Польщі. Батько зміг побачити сім'ю лише через кілька років, у 1921 році. У 1919—1921 роках, проживаючи з сином у Збаражі, мати Станіслава тримає ресторан у приміщенні, орендованому в отців Бернардинів. Загалом Скальські щасливо пережили потрясіння Першої світової війни і польсько-більшовицького військового конфлікту.
У 1923 році родина врешті оселяється на Волині в місті Дубно (нині Рівненської області), куди вони переїжджають за місцем роботи батька, і де Станіслав в подальшому провів решту свого дитинства та юність. Після багатьох років розлучень і переїздів Скальські нарешті знайшли свій сімейний дім. Великий вплив на формування характеру та індивідуальності маленького Станіслава мало сімейне виховання і школа. В Дубні він закінчив початкову школу, а потім у 1925—1933 роках вчився у реальній гімназії ім. Станіслава Конарського (нині Дубенська загальноосвітня школа № 1). Звідти він виніс шляхетні моральні і патріотичні цінності. Це був активний і насичений період його життя. Вчився він охоче і добре, багато читав. Але час присвячував не тільки науці. З ранньої молодості він займався спортом — грав у футбол, теніс, їздив на лижах і плавав. Дубенський період життя Скальського був часом бурхливого розвитку міжнародной авіації і значних успіхів польських ВПС, що тільки формувались. Вже тоді він з цікавістю спостерігав ці подіі. Він запрагнув, як і сотні його однолітків, піти по стопах славетних польських льотчиків — Орлінського, Жвірка, Вігури, Скаржинського, Баяна та інших. Його дорога до авіації не була легкою. Практичну реалізацію свого захоплення він почав з авіаційного моделювання. У віці 12-13 років Станіслав був вже сильно емоційно пов'язаний з авіацією і незабаром вирішив, що буде льотчиком.
1933 — закінчив гімназію та намагався вступити до Школи офіцерів запасу ВПС у Дембліні, але через надто молодий вік не був прийнятий. В цій ситуації вирішує вступати на навчання до Варшавської політехніки, та, через деякий час, до приватної Школи політичних наук у Варшаві, де до своєї російської, якою володів з дитинства, додає знання англійської і французької мов. В часи війни знання останніх виявилося для нього надзвичайно корисним. В цей же час, будучи захопленим авіацією, Станіслав записується до аероклубу на Мокотові, де в подальшому проводив більшість вільного часу.
1934 — проходить теоретичну і практичну планерну підготовку в Свентокшиських горах та отримує планерну категорію «A» і «B».
Навесні 1935 року проходить курс пілотажу моторних літаків на військовому аеродромі в Луцьку, і в свої неповні 20 років отримує право на керування літаком.
Після закінчення першого року перервав навчання — вирішив що буде військовим пілотом.
1935 — вступив до Війська Польського. Восени розпочав підготовку в Школі курсантів резерву піхоти у Замбруві.
Початок січня 1936 року — потрапляє до Школи офіцерів запасу ВПС у Дембліні.
1938 — закінчив авіаційну школу в Дембліні та Вищу школу пілотажу в Грудзьондзі. Згодом служив у 4-му авіаційному полку в Торуні.
Брав участь у польсько-німецькій війні (вересень 1939 року) як командир ланки 142-ї винищувальної ескадрильї. Був найефективнішим польським пілотом вересня 1939 року — збив 5 німецьких літаків.
17 вересня 1939 року — разом з рештою армії перейшов на територію Румунії. Через Констанцу, Бейрут й Італію дістався до Франції, а у січні 1940 року був скерований до Британії.
З осені 1940 року у складі британської військової авіації брав участь у повітряній «битві за Англію», а з лютого 1941 року виконував бойові вильоти над територією окупованої Європи.

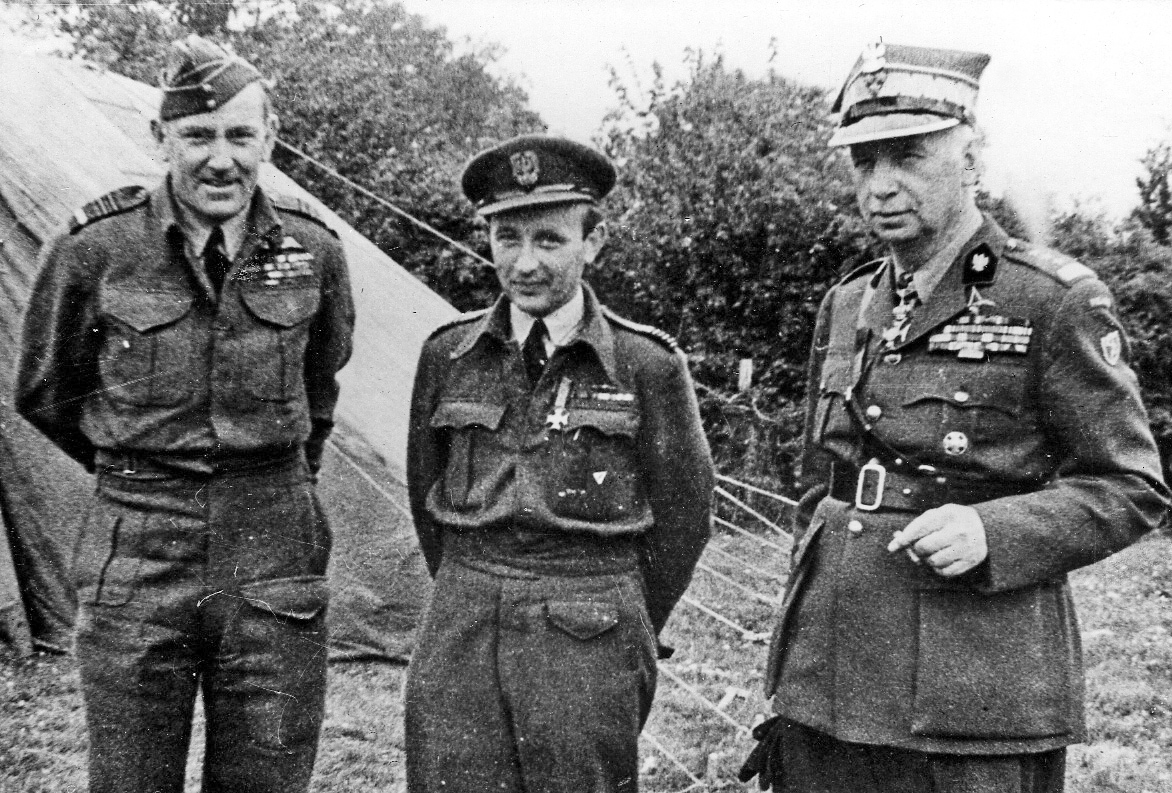
Станіслав Скальський (в центрі) з британським маршалом авіації Артуром Конінгемом (ліворуч) і генералом Казімежем Соснковським (праворуч)

Згодом командував авіаційними підрозділами у складі британської армії, дислокованими в Тунісі та на Мальті.
Лютий 1943 року — вступив до Польської винищувальної групи (Polish Fighting Team), яка у березні-травні 1943 року діяла в Північній Африці й отримала назву «цирк Скальського». У цей час збив 3 ворожі літаки.
Липень-жовтень 1943 року — командував британським 601-м дивізіоном RAF, який брав участь у висадці на Сицилії.
З грудня 1943 року командував польськими авіаційними підрозділами. Зокрема, його пілоти підтримували десантування союзників у Нормандії (червень 1944).
24 червня йому зарахували останню повітряну перемогу — два заатаковані ним німецькі винищувачі зіштовхнулися між собою.
Загалом, згідно з офіційною статистикою, збив 18 ворожих літаків (ще 2 — у складі групи і 2 — ймовірно). Сам був двічі збитий (причому вдруге рятувався на парашуті, отримавши серйозні опіки).
Згодом викладав у Вищій військовій школі у Форт-Лівенворті (США), після чого повернувся до служби в британських ВПС.
Отримав Золотий (1944) і Срібний (1940) Хрести ордену Virtuti Militari, орден «Хрест Ґрюнвальду» III класу, чотири «Хрести Хоробрих», Кавалерський Хрест Ордену Відродження Польщі, британські Distinguished Service Order i Distinguished Flying Cross (як єдиний іноземець — тричі).
Англійці пропонували Скальському громадянство Британії, можливість продовження авіаційної кар'єри та викладання в академії, але він 1947 року повернувся до Польщі, де служив у військовій авіації.

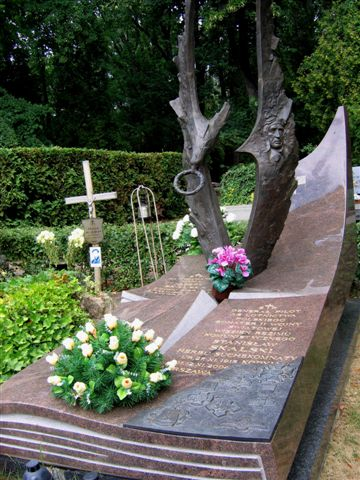
Надгробок Станіслава Скальського на війсковому цвинтарі на Повонзках у Варшаві

1948 — був звинувачений у шпигунстві та заарештований.
1950 — засуджений до смертної кари, заміненої 1951 року на довічне ув'язнення.
1956 — звільнений і реабілітований. Повернувся до служби у ВПС Польщі.
1957 — вийшли друком його спогади про вересневу кампанію 1939 року «Чорні хрести над Польщею».
1972 — звільнений у запас у ранзі полковника.
1988 — отримав ранг бригадного генерала (номінацію отримав у президентському палаці Бельведер особисто від Войцєха Ярузельського).
У 1980-х рр. займається політичною діяльністю (Патріотичне об'єднання «Ґрюнвальд»).
1991 — балотувався до Сенату ПР від Християнсько-демократичної партії праці (безуспішно).
1992 — був співзасновником партії «Самооборона» і надалі співпрацював з її лідером Анджеєм Леппером. Публічно виступав з націоналістичних позицій.

## Вшанування пам'яті в Україні
У жовтні 2010 року на будинку ЗОШ № 1 м. Дубна (колишня гімназія ім. Конарського, де навчався С. Скальський) відкрили меморіальну дошку на його честь (до цього долучилися громади м. Дубна та двох польських міст — Гнева та Соколува-Підляського).
2022 року у місті Кодима вулицю Пушкіна перейменували на вулицю Станіслава Скальського.